# Oscar alla miglior produzione artistica
L'Oscar alla miglior produzione artistica venne assegnato solamente nel 1929 alla migliore produzione artistica.

## Vincitori e candidati
Vengono di seguito indicati in grassetto i vincitori. Ove ricorrente e disponibile, viene indicato il titolo in lingua italiana e quello in lingua originale tra parentesi.
- 1929
  - Aurora (Sunrise: A Song of Two Humans), regia di Friedrich Wilhelm Murnau
  - Chang: la giungla misteriosa (Chang: A Drama of the Wilderness), regia di Merian C. Cooper e Ernest B. Schoedsack
  - La folla (The Crowd), regia di King Vidor